# Aumühle (Görsbach)
Die Ansiedlung Aumühle gehört zur Gemeinde Görsbach im Landkreis Nordhausen in Thüringen.

## Lage
Die ehemalige Mühle besteht heutzutage als Siedlung mit mehreren freistehenden Einfamilienhäusern und liegt an der Helme in der Goldenen Aue. Der Weiler befindet sich an der Kreisstraße 27 zwischen Görsbach und Auleben, südlich des Haltepunkts Görsbach der Bahnstrecke Halle–Hann. Münden. Hier mündet der Lohbach in die Helme, welche gut 2 Kilometer östlich der Aumühle die heutige Landesgrenze zu Sachsen-Anhalt überquert und in der Talsperre Kelbra aufgetaut wird.

## Geschichte
Ursprünglich wurde nur der Bereich, in dem sich auch die Wüstung des Dorfes Langenrieth befindet, als Goldene Aue bezeichnet. Daher wurde die Aumühle früher auch als Güldene Aumühle bezeichnet. Die namensgebende Mühle war Erbeigentum. Sie hatte einen privilegierten Gerichtsstand und das Mahlzwangrecht über die Dörfer Görsbach und Auleben sowie mehrere andere Gerechtigkeiten. 1822 wohnten in der Mühle neun Personen. Neben der Aumühle lag das Ackergütchen oder das Vorwerk, das als Einzelgut mit seinen fünf Einwohnern ebenfalls nach Görsbach gepfarrt war und wie die Aumühle seit 1816 zum preußischen Kreis Sangerhausen im Regierungsbezirk Merseburg gehörte. Auf der Bahnstrecke zwischen Aumühle und Berga-Kelbra wurde am 21. Februar 1945 der vollbesetzte Schnellzug D 190 Leipzig–Köln von amerikanischen Jagdbombern angegriffen. Nach dem Kessel der Lokomotive wurden die Wagen beschossen, 40 Menschen waren sofort tot.